# NAMD
NAMD (Nanoscale Molecular Dinamics, precedentemente Not Another Molecular Dynamics Program) è un software per la modelazione molecolare scritto con il linguaggio di programmazione Charm++. Noto per la sua efficienza in ambienti di programmazione parallela, è spesso usato per simulazioni di sistemi complessi (milioni di atomi).

## Storia
Creato nel 1995, dalla collaborazione dei gruppi Theoretical and Computational Biophysics Group (TCB) e Parallel Programming Laboratory (PPL), entrambi dell'Università dell'Illinois Urbana-Champain, il programma è accessibile sia come programma compilato che come sorgenti ed è freeware per usi non-commerciali ad utenti, università ed aziende, mentre risulta a pagamento per uso commerciale.

## Struttura
Oltre ad avere una interfaccia a linea di comando, NAMD è famoso per la sua interfaccia grafica, VMD, che permette di visualizzare, animare, analizzare grandi strutture molecolari direttamente in 3D. Il programma, inoltre, è compatibile con gli altri maggiori software di simulazione (come Amber, Charmm e altri), rendendolo potente e flessibile. La versione più recente del programma, a Novembre 2018, risulta essere la 2.13, in grado di supportare fino a 500.000 core cpu ed in grado di funzionare anche su gpu grazie ai linguaggi Cuda ed OpenCl.